# I’m So Lonesome I Could Cry
I’m So Lonesome I Could Cry – piosenka napisana przez Hanka Williamsa w 1949 roku. Elvis Presley wykonywał ją na żywo w 1973.